# جي. آرثر كوبر
جي. آرثر كوبر (بالإنجليزية: G. Arthur Cooper)‏ هو إحاثي أمريكي، ولد في 9 فبراير 1902 في College Point, Queens ‏ في الولايات المتحدة، وتوفي في 17 أكتوبر 2000 في رالي في الولايات المتحدة.